# Bahrain International 2013
Die Bahrain International 2013 im Badminton fanden vom 30. Oktober bis zum 3. November 2013 in Manama statt.

## Die Sieger und Platzierten
| Disziplin    | Gold                              | Silber                          | Bronze                                 |
| ------------ | --------------------------------- | ------------------------------- | -------------------------------------- |
| Herreneinzel | Sameer Verma                      | Dinuka Karunaratne              | Alrie Guna Dharma                      |
| Herreneinzel | Sameer Verma                      | Dinuka Karunaratne              | Abhimanyu Singh                        |
| Dameneinzel  | Saili Rane                        | Sannatasah Saniru               | Arathi Sara Sunil                      |
| Dameneinzel  | Saili Rane                        | Sannatasah Saniru               | Trupti Murgunde                        |
| Herrendoppel | K. Nandagopal Valiyaveetil Diju   | Rupesh Kumar Sanave Thomas      | Valeriy Atrashchenkov Gennadiy Natarov |
| Herrendoppel | K. Nandagopal Valiyaveetil Diju   | Rupesh Kumar Sanave Thomas      | Alwin Francis Arun Vishnu              |
| Damendoppel  | Prajakta Sawant Arathi Sara Sunil | Aparna Balan Sanyogita Ghorpade | Varsha V. Belawadi Riya Pillai         |
| Damendoppel  | Prajakta Sawant Arathi Sara Sunil | Aparna Balan Sanyogita Ghorpade | Pradnya Gadre Siki Reddy               |
| Mixed        | Arun Vishnu Aparna Balan          | Valiyaveetil Diju Siki Reddy    | K. Nandagopal Sanyogita Ghorpade       |
| Mixed        | Arun Vishnu Aparna Balan          | Valiyaveetil Diju Siki Reddy    | Sanave Thomas Prajakta Sawant          |